# Jack Francès
Jack Francès (né le 24 février 1914 à Paris où il est mort le 30 juillet 2005) est un banquier français.

## Biographie
Élève au Lycée Carnot, puis à l'École polytechnique, il obtient sa licence en droit et est diplômé d'études supérieures d'économie politique et de droit public.
Inspecteur des finances en 1940, il est directeur de la Radiodiffusion-télévision française de 1944 à 1948.
Passé dans le secteur privé, il devient directeur général de la Banque générale industrielle (BGI), banque de Thibaut de Solages. La BGI devient la banque de l'Union des Mines-La Hénin et fusionne avec la Banque de Suez. Francès devient président de la Banque de Suez et de l'Union des mines (BSUM) en 1965, administrateur-directeur général de 1972 à 1982 puis président de 1976 à 1989 de la Compagnie financière de Suez, et président du directoire de la Banque Indosuez en 1975.
S'interessant aux assurances, il se retrouve à la tête du groupe Victoire et tente un rapprochement avec GAN. Il fait de Victoire le numéro deux français de l'assurance.
Il était également président de la société financière Arna de 1987 à 1994, vice-président du conseil d'administration d'Eurocom (devenu Havas Advertising) et de l'Union financière et minière, administrateur de la Banque Rothschild, d'Altra banque.
Il est membre du Conseil économique et social de 1969 à 1974.

## Sources
- Hubert Bonin, Suez: du canal à la finance (1858-1987), 1987
- Jacques Georges-Picot, Souvenirs d'une longue carrière: de la rue de Rivoli à la Compagnie de Suez, 1920-1971, 1993